# Porta di Haarlem
La Porta di Haarlem, o in olandese Haarlemmerpoort, è una porta situata nel quartiere di Haarlemmerbuurt, nello stadsdeel di Amsterdam-Centrum della città di Amsterdam (Paesi Bassi) e risalente alla prima metà del XIX secolo.

## Storia

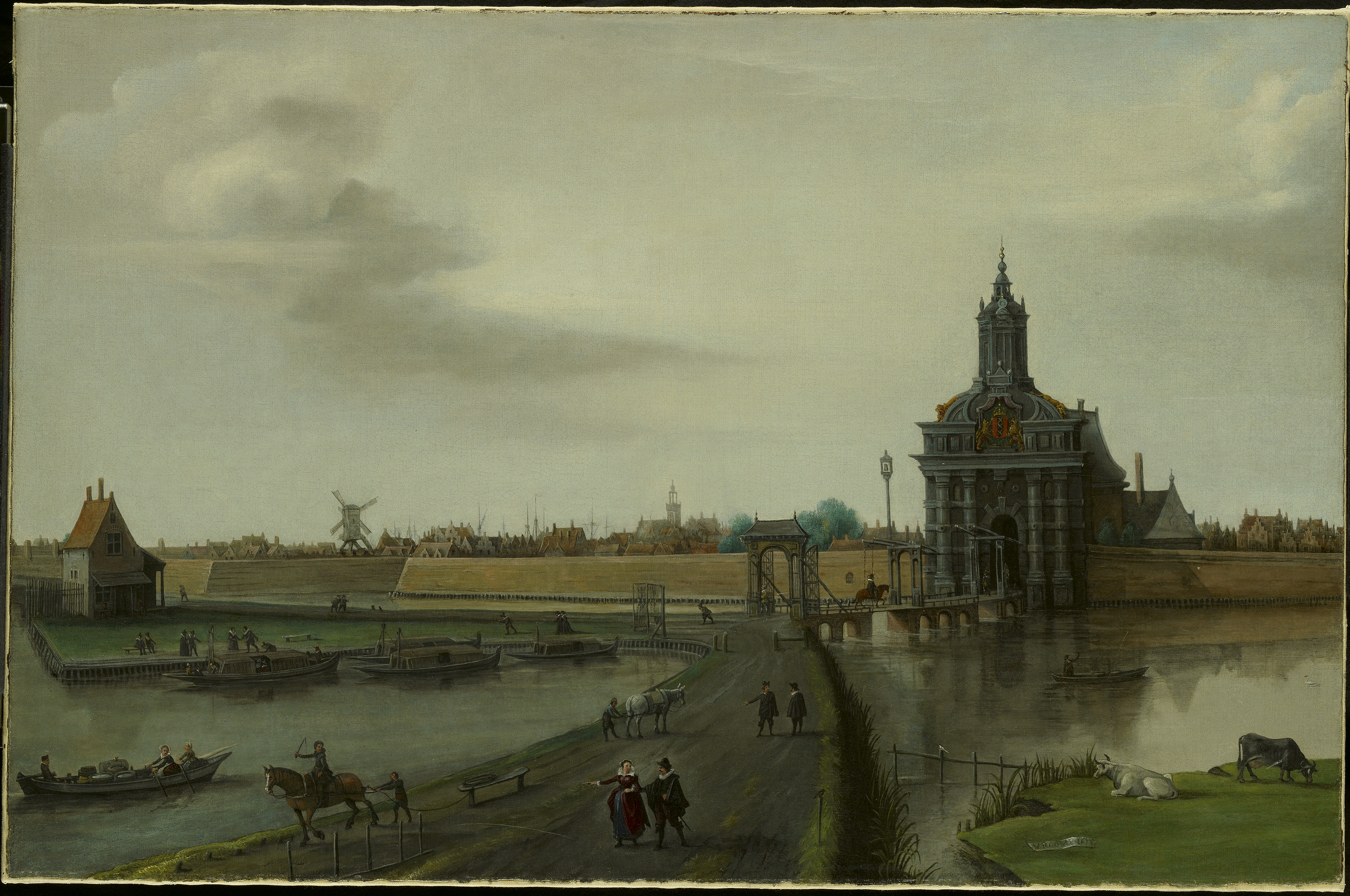
La porta nel XVII secolo.

L'edificio predecessore della porta attuale venne costruito in stile barocco nel 1618 su progetto dell'architetto Hendrick de Keyser il Vecchio; sulla direttiva per la città di Haarlem, da cui il nome.
Nel XIX secolo appariva in avanzato stato di degrado, così nel 1837 fu abbattuta e sostituita dall'attuale porta, vicino al luogo del vecchio edificio.
L'edificio è stato probabilmente progettato da Bastiaan de Greef, un architetto olandese. La porta fu inaugurata il 28 novembre 1840 da re Guglielmo II, come recita una targa commemorativa situata nell'edificio.
A quel tempo, le porte della città avevano perso la funzione originaria di difesa ed erano diventate una "barriera" per imporre le tasse comunali.
Nel 1842, di fronte alla porta, fu eretta la Stazione Ferroviaria di Willemspoort, punto di partenza per i treni per Haarlem. Nel 1878, la ferrovia fu estesa a nord della porta verso la Stazione Centrale, inaugurata nel 1889.
Dopo l'abolizione della tassa comunale nel 1866, la porta fu adibita a vari compiti: fu una stazione di polizia e dei vigili del fuoco e un ufficio del dipartimento comunale per i lavori pubblici. Più volte fu proposta la sua demolizione ma mai fu attuata, anzi, fu restaurata più volte.

## Architettura
La porta è un buon esempio di architettura neoclassica della prima metà del XIX secolo, un'interpretazione rigorosa dell'architettura classica greca e romana. L'edificio ha una struttura perfettamente simmetrica. Il passaggio è formato da otto colonne corinzie in pietra arenaria. Il soffitto del passaggio è a cassettoni.

## Galleria d'immagini

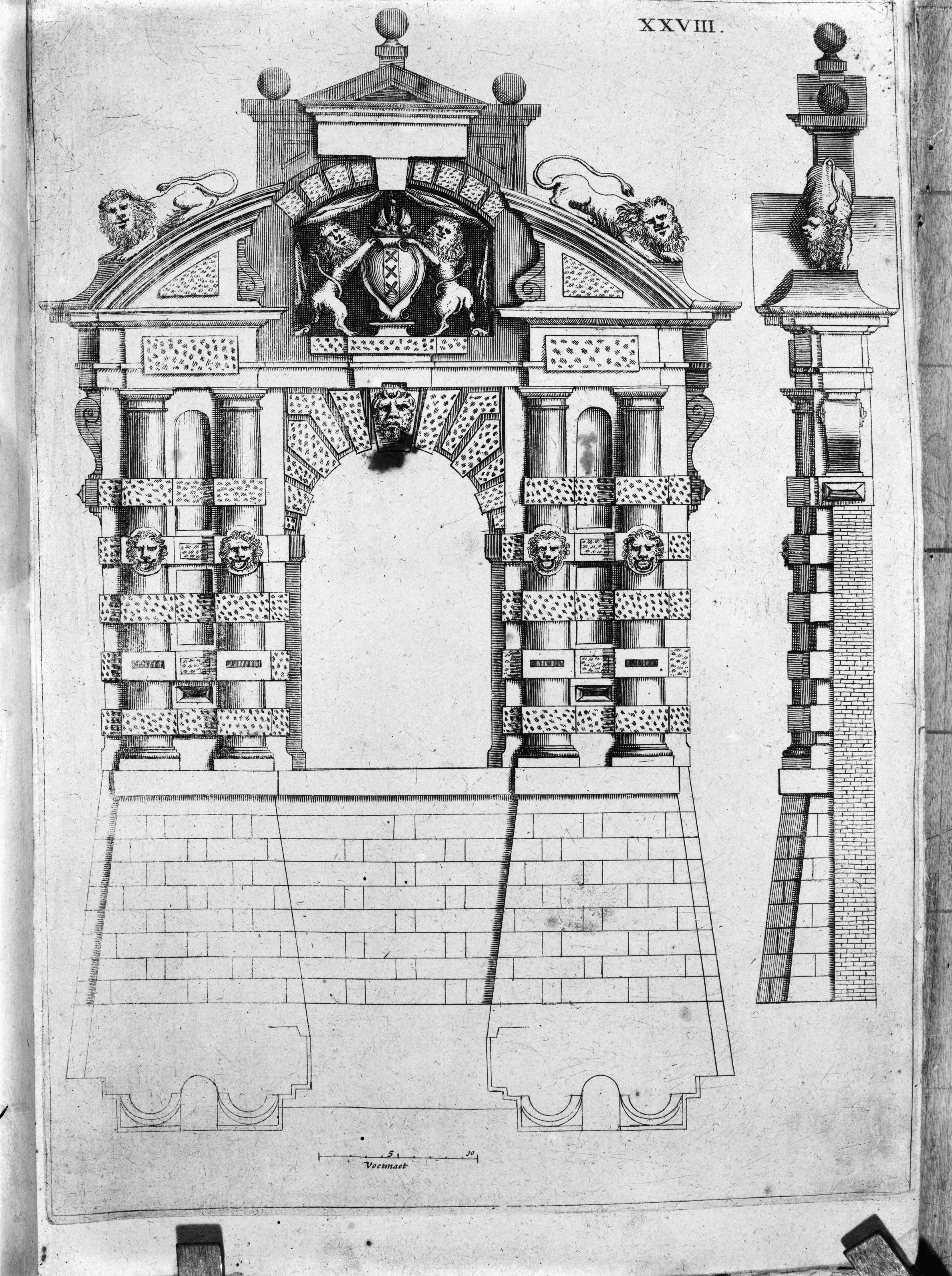
Disegno di Hendrick de Keyser.
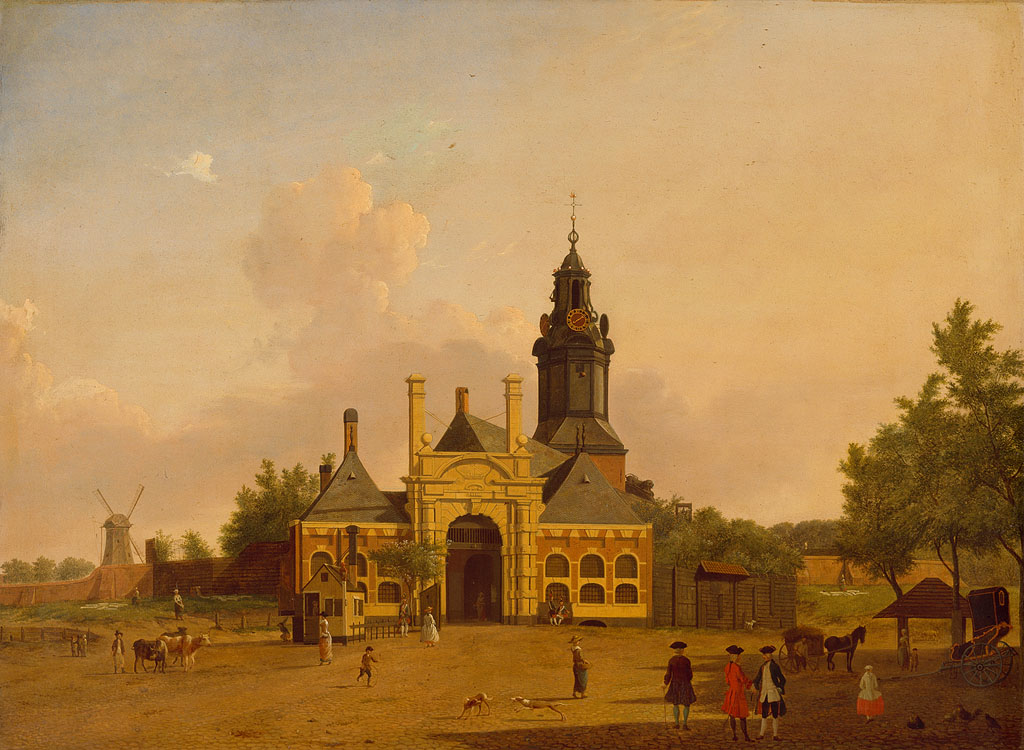
La vecchia porta nel 1754.
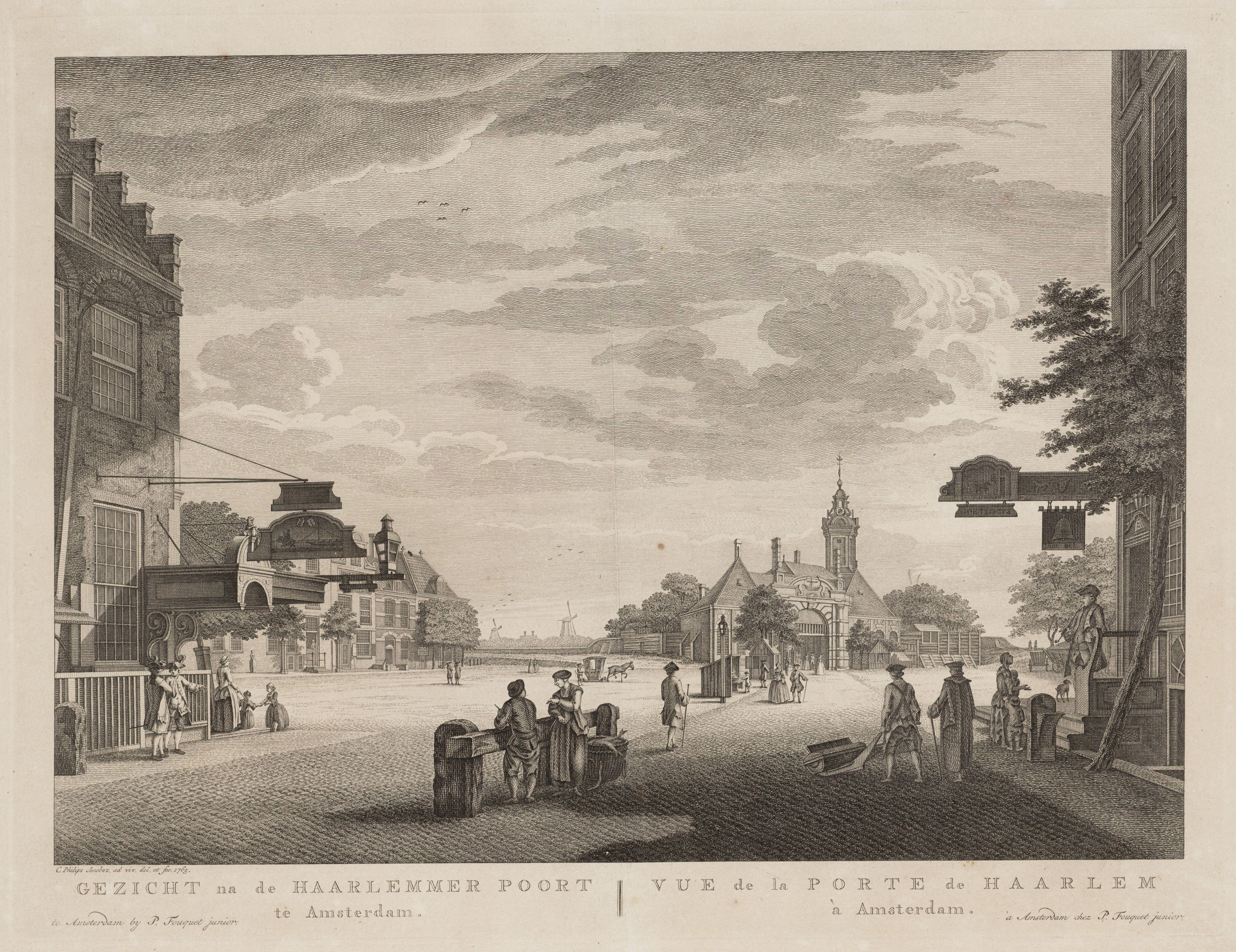
Pierre Fouquet (1729-1800)
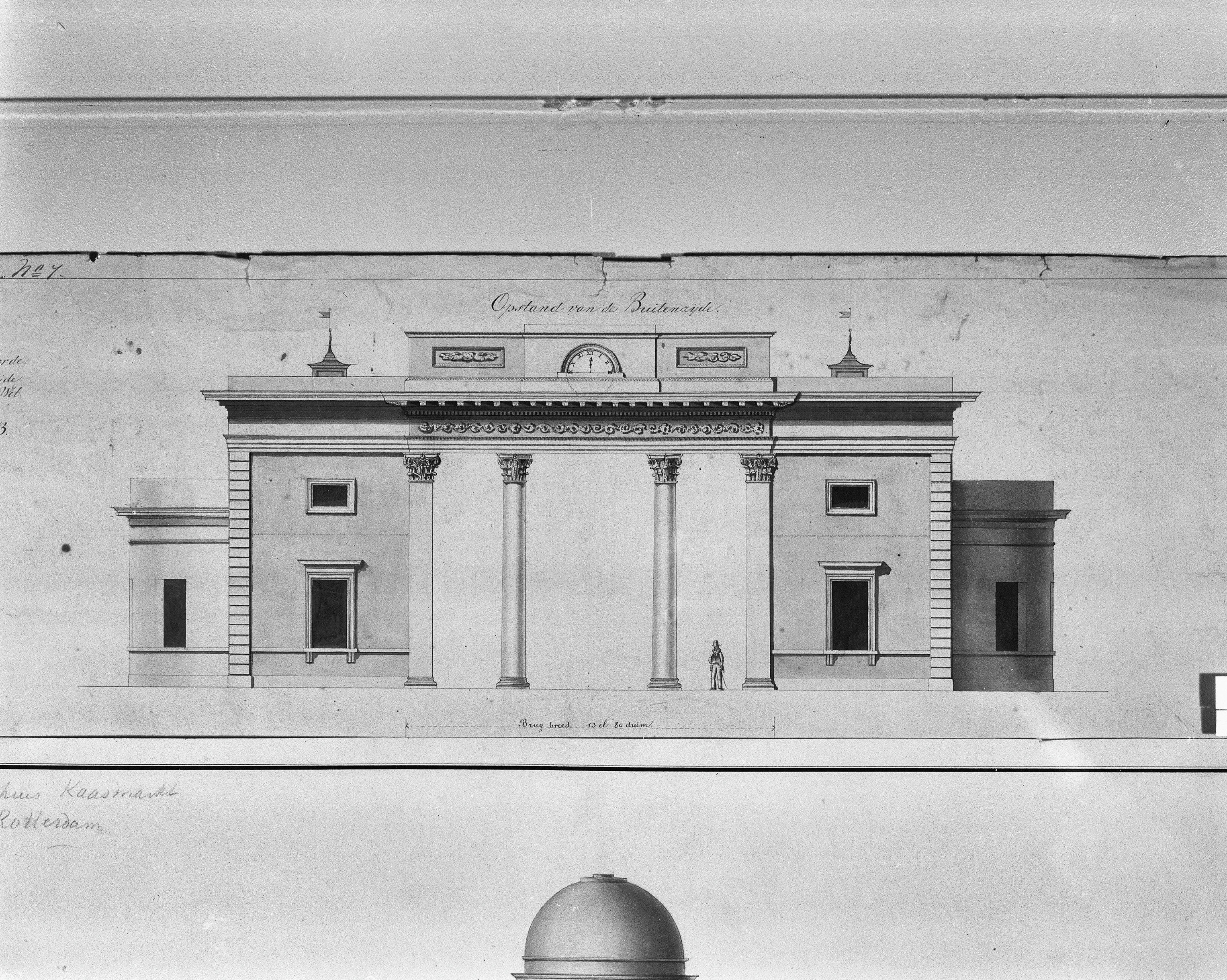
Il progetto ottocentesco.
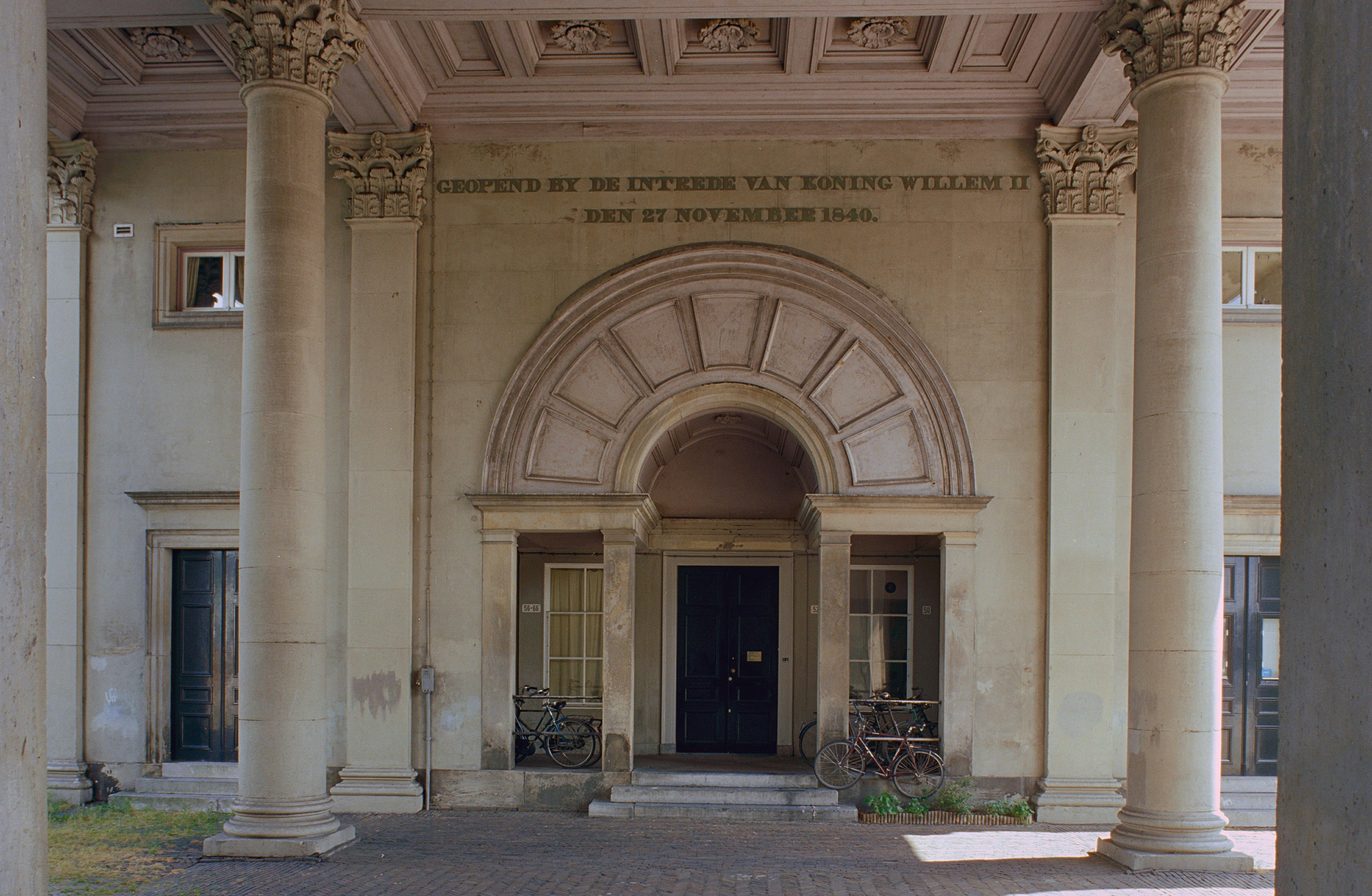
L'interno della porta.